# Bluejacking
Bluejacking is het verkrijgen of versturen van informatie van een apparaat dat Bluetooth gebruikt.
De term bluejacking is een combinatie van Bluetooth en jack, jack is vergelijkbaar met het Engelse woord prank wat in het Nederlands 'grap' betekent, hoewel enkele bronnen aangeven dat bluejacking een samentrekking zou zijn van Bluetooth en hijacking (Engels voor kapen). Hijacking verwijst hierbij naar het via bluetooth kunnen gebruikmaken van een mobiele telefoon, zonder toestemming van de eigenaar. Dit kan onschuldig zijn zoals het verzenden van berichtjes naar een ander willekeurige mobiele telefoon in de buurt waar bluetooth aanstaat. Maar ook het lezen van alle gegevens en bellen naar dure nummers op een mobiele telefoon (Bluesnarfing) door gebruik te maken van - inmiddels door middel van veiligheidsupdates gedichte - veiligheidslekken in bepaalde mobiele telefoons.
|  |  |